# Larry McCray
Larry McCray é um cantor e guitarrista de blues estadounidense nascido em 5 de abril de 1960 em Magnolia, Arkansas.

## Biografia
McCray é o mais novo de 9 irmãos e cresceu em uma fazenda no Arkansas,  aprendeu a tocar guitarra com sua irmã Clara.  Sua familia se mudou para Saginaw, Michigan em 1972.McCray juntou a influência de sua irmã e de seus ídolos B.B. King, Freddie King e Albert King e começou a se apresentar tocando em clubes locais com seus irmãos Carl no baixo e Steve na bateria.
Depois de sair da escola McCray trabalhou na linha de montagem da fábrica de automóveis General Motors antes de gravar seu disco de estréia Ambition em 1991 pelo selo Point Blank Records em um estúdio no porão da casa de um amigo em Detroit. Em seguida já começou uma turnê de shows com seu companheiro de gravações Albert Collins. Seu álbum de Delta Hurricane,  foi produzido pelo veterano devoto do blues Mike Vernon.
Em 1999, gravou uma versão cover da música All Along the Watchtower de Bob Dylan para a coletânea tributo Tangled Up in Blues. Em 2000, McCray fundou seu próprio selo independente, Magnolia Records, e lançou o álbum Believe It  no mesmo ano.
Em 2014 Larry McCray se apresentou pela primeira vez no Brasil no Mississipi Delta Blues Festival em Caxias do Sul acompanhado de músicos locais fazendo o encerramento do festival.

## Discografia
- Ambition (1990)
- Delta Hurricane (1993)
- Meet Me at The Lake (1996) com The Bluegills
- Born to Play the Blues (1998)
- Believe It (2000)
- Blues is my Business (2001)
- Live on Interstate 75 (2006)
- Larry McCray (2007)[5]